# 선진운수 (서울)
주식회사 선진운수는 서울특별시 은평구 구산동에 있는 서울특별시의 시내버스 업체이다. 경기도, 인천광역시 권역의 선진네트웍스와는 아무런 관련이 없다. 본사는 서오릉으로 진입하기 전에 있다. 구산동 본사 외에는 은평구 수색동 은평공영차고지, 경기도 고양시 덕양구 원당동, 일산서구 가좌동에 영업소를 설치하여 운영 중이다. 수색동영업소에는 천연가스 충전소가 설치되어 있으며, 전기버스 충전기는 가좌동영업소, 수색동영업소, 원당동영업소에 있다. 2022년 12월 기준 인가대수는 291대로 서울특별시의 시내버스 회사 중에서 가장 규모가 크다.

## 선진운수 연혁
1970년대 ~ 1980년대
- 1971년 5월 1일: 민경희에 의해 설립되었으며, 당시 신성교통(현 신수교통)의 자회사로 도시형버스 152번을 운행하던 신성교통 역촌동영업소를 분사시켜 설립하였다.
- 1974년 12월 15일: 본사를 역촌동에서 구산동으로 이전하였다.
- 1978년 9월 2일: 본사 건너편인 갈현동 527-2(서오릉로 214)에 자가정비공장과 제2사옥을 개설하였다.
- 1982년 8월 20일: 상도동 59-2번지에 상도동영업소를 개설하였다.
- 1984년 10월 6일: 유성운수로부터 도시형버스 136번을 인수받았다.
- 1985년 7월 16일: 갈현동 432-8번지에 갈현동영업소를 개설하였다.

1990년대 ~ 2004년 서울시내버스 체계개편 이전
- 1992년 5월 7일: 마을버스 운행 개시
- 1995년 3월 3일: 대화동 2309번지에 일산영업소를 개설하였다.
- 1997년 가을: 당시 같은 방계회사였던 범양여객이 경영난으로 인해 선진여객으로 사명을 변경하였다. 얼마 후 동해운수와 신성교통으로부터 직행좌석버스 1008번을 인수받았다.
- 1997년 12월: 경영난에 빠진 신한교통과 인항여객을 인수하여 동시에 본 회사의 방계 회사가 되었으며, 얼마 안 가 사명을 선진교통과 선진버스로 각각 변경하였다.
- 1999년 10월 28일: 신성교통으로부터 좌석버스 158-4번을 인수받았다.
- 2000년 봄: 선진교통을 북부운수에 매각하였다.[3]
- 2000년 9월 1일: 당시 방계 회사인 선진여객을 흡수합병하였으며, 선진버스를 선진그룹 버스사업부문에 매각하였다.
- 2000년 12월 6일: 은평구 마을버스 3번, 4번이 지역순환버스 430번(개편 후 지선버스 7718번이었다가 2005년 7715번에 통폐합), 431번(현 지선버스 7715번)으로 각각 승격하였다.
- 2002년 12월 6일: 대화동 일산영업소 부지가 KINTEX 사업구역으로 지정됨에 따라 일산영업소를 대화동에서 가좌동으로 이전하였다.

2004년 서울시내버스 체계개편 이후
- 2004년 7월 1일: 2004년 서울시내버스 체계개편으로 간선버스 4개/지선버스 11개/광역버스 3개 노선으로 운행개시하였고, 다모아자동차에 지분을 출자하였다.
- 2006년: 명성 파업 당시 명성 노동조합은 선진운수를 선진네트웍스의 계열사로 오해하여 가좌동영업소(9701번, 9707번 종점) 앞에서 반대 시위를 벌였으며, 이에 선진운수는 자사가 선진네트웍스 그룹과 관련이 없음을 공식 해명하였다.
- 2011년 5월: 전 차량에 사명 밑에 영문 사명을 추가해서 붙이고 다닌다.
- 2016년 7월 13일: 대표이사 사장 변경 (오창윤 → 이만순)
- 2017년 4월 22일: 갈현동영업소 폐쇄로 7613번과 8774번은 구산동 본사로 이동하였다.
- 2022년 7월: 사모펀드 '그리니치PE + 칼리스타 캐피탈' 컨소시엄에 피인수[4]
- 2024년 2월 15일: 광역버스 9701번이 간선버스 707번으로 형간 전환, 가좌동영업소에 전기버스 충전기 설치
- 2024년 10월 18일: 맞춤버스 8701번의 정규노선 706번 승격에 따른 신수교통으로 이관 및 8773번 노선 연장과 함께 공동 배차 운행 참여 개시
- 2025년 1월 20일: 용두동영업소 부지가 창릉신도시 사업 구역으로 수용됨에 따라 용두동에서 원당동으로 영업소 이전

## 운행 노선
2025년 1월 21일 기준이다.
| 운행노선     | 운행구간                       | 운행구간 | 운행구간                       | 배차간격 (분) | 인가 대수 | 비고                                                             |
| ------------ | ------------------------------ | -------- | ------------------------------ | ------------- | --------- | ---------------------------------------------------------------- |
| 702A번       | 원당동(서오릉)                 | ↔        | 을지로입구역                   | 3~10          | 26        | 구 152번                                                         |
| 702B번       | 원당동(용두초교)               | ↔        | 을지로입구역                   | 5~18          | 14        | 구 159번                                                         |
| 707번        | 가좌동 (고양시)                | ↔        | 회현역                         | 12            | 24        | 구 72-2번 좌석버스 및 구 9701번                                  |
| 742번        | 구산동                         | ↔        | 교대역                         | 6~14          | 32        | 구 143번 및 구 751번                                             |
| 752번        | 구산동                         | ↔        | 총신대                         | 4~12          | 27        | 구 152-1번                                                       |
| 753번        | 구산동                         | ↔        | 숭실대                         | 9~17          | 21        | 구 72-1번                                                        |
| 7022번       | 구산동                         | ↔        | 서울역                         | 4~11          | 19        | 구 136-1번                                                       |
| 7025번       | 은평공영차고지                 | ↔        | 종로5가역                      | 5~19          | 17        | 구 7111번                                                        |
| 7212번       | 은평공영차고지                 | ↔        | 극동그린아파트앞               | 10~16         | 25        | 구 143-1번                                                       |
| 7613번       | 구산동                         | ↔        | 국회의사당역                   | 8~20          | 16        | 구 145번                                                         |
| 7715번       | 은평공영차고지                 | ↔        | 연신내역                       | 10            | 13        | 구 431번                                                         |
| 7720번       | 구산동                         | ↔        | 신촌오거리                     | 10            | 16        | 구 806번                                                         |
| N73번        | 구산동                         | ↔        | 복정역                         | 35~50         | 4         | 2022년 12월 1일 개통 한국brt와 공동배차로 운행한다.              |
| 8771번       | 구산중.구산교회                | ↔        | 녹번역                         | 10~11         | 4         | 출근시간대에만 운행                                              |
| 8773번       | 구산동                         | ↔        | 홍대입구역                     | 20~25         | 3         | 출퇴근 시간대에만 운행 서부운수, 현대교통과 공동배차로 운행한다. |
| 8774번       | 구산동                         | ↔        | 서대문구청                     | 20~25         | 5         | 구 7721번                                                        |
| 9707번       | 가좌동(고양시)                 | ↔        | 영등포시장역                   | 4~10          | 22        | 구 914번 좌석버스                                                |
| 서울03출근번 | 운정책향기마을                 | →        | 홍대입구역                     | 1일 3회       | 3         | 2023년 11월 6일 신설 서울동행버스                                |
| 서울03퇴근번 | 홍대입구역                     | →        | 운정책향기마을                 | 1일 2회       | 2         | 2024년 6월 10일 신설 서울동행버스                                |
| 은평01번     | 석광사                         | ↔        | 연신내역                       | 5~8           | 3         | 구 은평마을 1번 임시 운휴                                        |
| 은평02번     | 두산.한신아파트                | ↔        | 불광역                         | 13~25         | 3         | 구 은평마을 2번                                                  |
| 은평04번     | 경향파크                       | ↔        | 불광역                         | 20            | 2         | 구 은평마을 5번                                                  |
| 서울04출근번 | 고양시원흥동 (도래울마을1단지) | →        | 가양역                         | 1일 4회       | 4         | 2023년 11월 6일 신설 서울동행버스                                |
| 서울04퇴근번 | 가양역                         | →        | 고양시원흥동 (도래울마을1단지) | 1일 3회       | 3         | 2024년 6월 10일 신설 서울동행버스                                |

## 미운행 노선
지선버스
- ● 0212번: 이북5도청 ↔ 옥수동《2010년 8월 21일 7212번 노선으로 통합. 구 143-1번 연장》
- ● 7111번: 은평공영차고지 ↔ 길음역《2004년 7월 29일 일부구간 폐선 및 연장과 동시에 7025번으로 변경. 구 205번 단축》
- ● 7712번: 갈현동 ↔ 신촌오거리《2008년 12월 20일 폐선》
- ● 7717번: 은평공영차고지 ↔ 홍은동《2005년 7025번 노선으로 통폐합. 구 146-2번》
- ● 7718번: 은평공영차고지 ↔ 연신내역《2005년 7715번 노선으로 통폐합. 구 430번, 구 은평마을 3번》
- ● 7721번: 갈현동 ↔ 서대문구청《2008년 12월 20일 폐선. 구 153번 단축. 대체 노선으로 맞춤버스 8774번 운행 중.》
- ● 7729번: 서오릉 ↔ 디지털미디어시티역《2006년 12월 1일 폐선. 구 429번》
- ● 7740번: 은평공영차고지 ↔ 홍은동《2010년 8월 21일 7212번 노선으로 통합. 원버스 7740번(은평05번의 전신)과 무관한 노선》

광역버스
- ● 9701번: 일산서구 가좌동 ↔ 회현역《2024년 2월 15일 간선버스 707번으로 형간 전환》
- ● 9705번: 일산서구 가좌동 ↔ 용산역《2005년 7월 1일 폐선. 구 158-4번 연장》

## 보유 차량

#### 우진산전
- 우진산전 아폴로 1100

#### 현대자동차
- 현대 뉴 카운티
- 현대 카운티 뉴 브리즈
- 현대 그린시티
- 현대 뉴 슈퍼 에어로시티
- 현대 저상 뉴 슈퍼 에어로시티
- 현대 일렉시티

#### 하이거
- 하이거 하이퍼스 1611P
- 하이거 하이퍼스 HP

## 갤러리

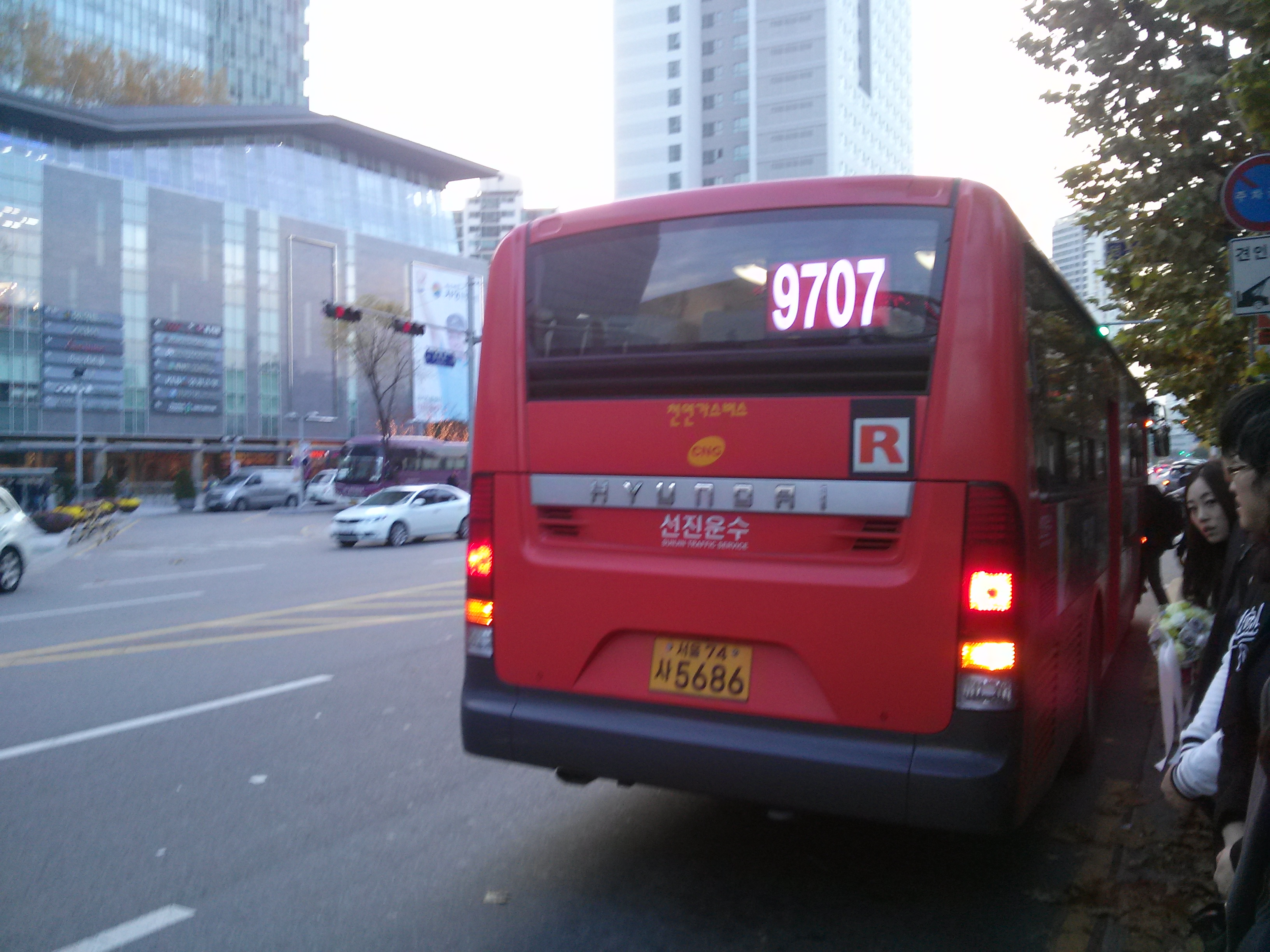
서울시내버스 9707번
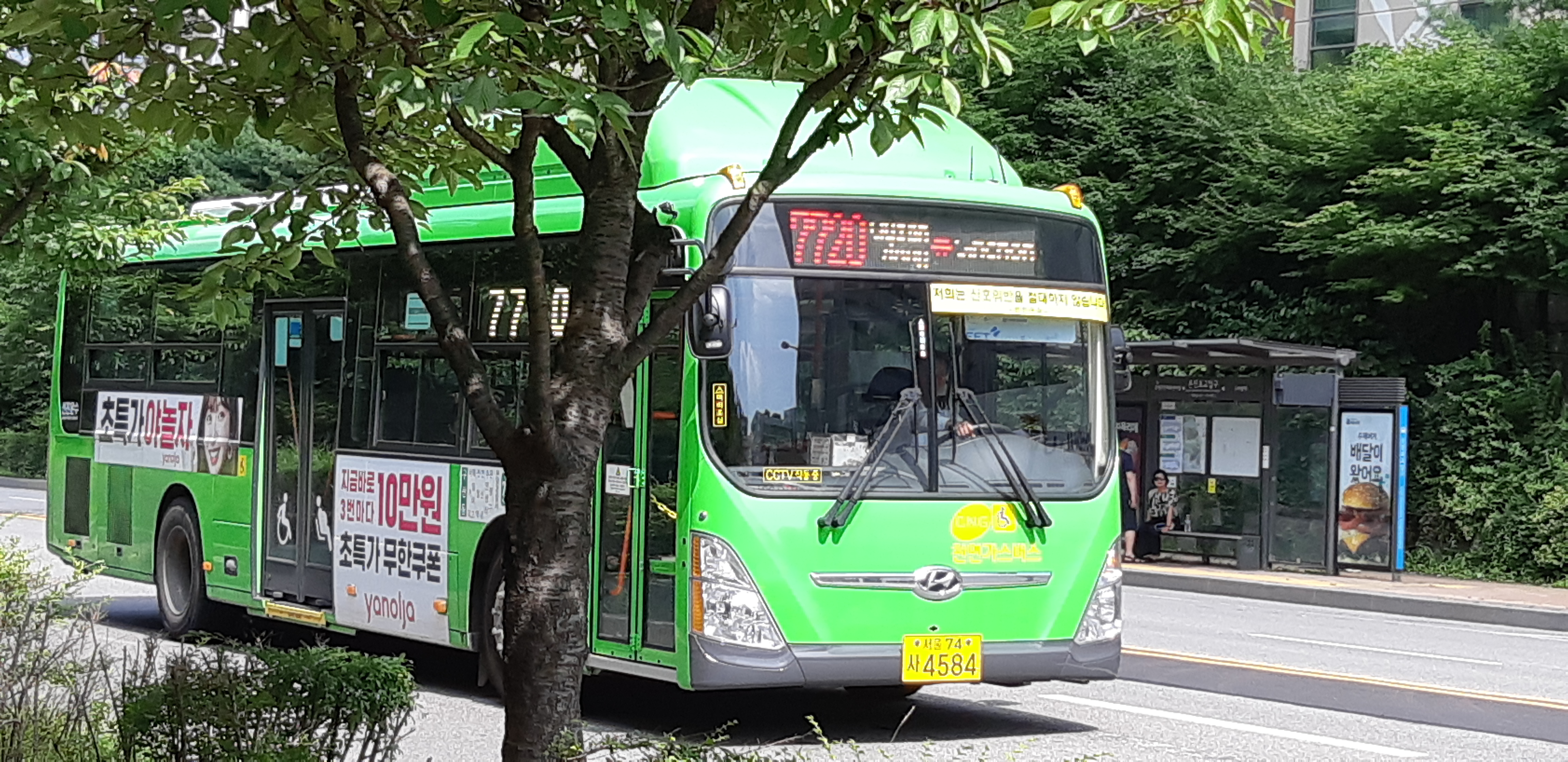
서울시내버스 7720번